# Stadion Allmend
Lo Stadion Allmend, noto anche solamente come Allmend, è stato il principale impianto sportivo della città di Lucerna, in Svizzera, e ospita le partite casalinghe del Lucerna. Costruito nel 1934, questo stadio è molto piccolo, ma ha una capacità di 13 500 posti a sedere. Ha una superficie in erba ed è stato usato dal club cittadino.
Dopo la stagione 2008-09 è stato abbandonato dal club per consentire l'esecuzione di alcuni lavori. L'ultima partita ivi disputata, valevole per il ritorno dello spareggio promozione/retrocessione, ha visto i padroni di casa superare per 5-0 il Lugano.
Fino al settembre 2010, data teorica della conclusione dei lavori, il Lucerna giocherà le partite casalinghe a Emmen, al Gersag.
È stato utilizzato come campo di casa dalla squadra di football americano dei Luzern Lions.